# Grand Prix de Plumelec-Morbihan 2019
Il Grand Prix de Plumelec-Morbihan 2019, quarantatreesima edizione della corsa e valevole come evento dell'UCI Europe Tour 2019 categoria 1.1, si svolse il 1º giugno 2019 su un percorso di 188 km, con partenza e arrivo a Plumelec, in Francia. La vittoria fu appannaggio del francese Benoît Cosnefroy, il quale completò il percorso in 4h35'27", alla media di 40,95 km/h, precedendo lo spagnolo Jesús Herrada e il norvegese Odd Christian Eiking.
Sul traguardo di Plumelec 75 ciclisti, su 109 partenti, portarono a termine la competizione.

## Squadre e corridori partecipanti
| N.    | Cod. | Squadra                       |
| ----- | ---- | ----------------------------- |
| 1-7   | WGG  | Wanty-Gobert Cycling Team     |
| 11-17 | ALM  | AG2R La Mondiale              |
| 21-27 | GFC  | Groupama-FDJ                  |
| 31-37 | BBH  | Burgos-BH                     |
| 41-47 | CJR  | Caja Rural-Seguros RGA        |
| 51-57 | COF  | Cofidis, Solutions Crédits    |
| 61-67 | DMP  | Delko Marseille Provence      |
| 71-77 | EUS  | Euskadi Basque Country-Murias |

| N.      | Cod. | Squadra                         |
| ------- | ---- | ------------------------------- |
| 81-87   | PCB  | Team Arkéa-Samsic               |
| 91-97   | TDE  | Total Direct Énergie            |
| 101-107 | VCB  | Vital Concept-B&B Hotels        |
| 111-117 | WVA  | Wallonie Bruxelles              |
| 121-127 | AMO  | Amore & Vita-Prodir             |
| 131-137 | EVO  | EvoPro Racing                   |
| 141-146 | NRL  | Natura4Ever-Roubaix-Lille Métr. |
| 151-157 | AUB  | St Michel-Auber 93              |

## Ordine d'arrivo (Top 10)
| Pos. | Corridore            | Squadra       | Tempo    |
| ---- | -------------------- | ------------- | -------- |
| 1    | Benoît Cosnefroy     | AG2R          | 4h35'27" |
| 2    | Jesús Herrada        | Cofidis       | s.t.     |
| 3    | Odd Christian Eiking | Wanty         | s.t.     |
| 4    | Kévin Le Cunff       | Auber 93      | a 3"     |
| 5    | Bryan Coquard        | Vital Concept | s.t.     |
| 6    | Guillaume Martin     | Wanty         | s.t.     |
| 7    | Andrea Pasqualon     | Wanty         | a 5"     |
| 8    | Julien El Fares      | Delko Mar.    | s.t.     |
| 9    | Marco Tizza          | Amore & Vita  | s.t.     |
| 10   | Kevin Geniets        | Groupama      | a 8"     |